# Melodifestivalen 1964
Melodifestivalen 1964 skulle ha varit den sjunde upplagan av musiktävlingen Melodifestivalen och samtidigt Sveriges uttagning till Eurovision Song Contest 1964. Själva uttagningen ställdes in eftersom det under tiden för själva bidragsuttagningen rådde en artiststrejk i Sverige. Således kunde ingen festival anordnas eftersom en lösning nåddes först efter att Eurovisionen ägt rum.
Inget svenskt bidrag skickades därför till ESC 1964 som hölls i Köpenhamn i Danmark den 21 mars 1964. 

## Bakgrund till strejken
Under hösten 1963 utlyste Teaterförbundet i Sverige en artiststrejk som startade den 1 december och varade fram till den 29 mars 1964. Under den perioden gjorde Sveriges Radio-TV (Sveriges Radio och Sveriges Television) en blockad, vilket bland annat gjorde att man inte kunde anordna någon Melodifestival, ej heller skicka en representant till Eurovision Song Contest. Det blev att Sverige avstod tävlan i Eurovision Song Contest det året.

## Eurovision Song Contest
Som första nordiska land hade Danmark tagit hem segern i Storbritannien året innan och fick därför arrangera det här året. Som ovan nämnt valde Sverige att avstå tävlan, samtidigt som Portugal gjorde sin debut, vilket gjorde att det återigen blev sexton länder som tävlade. Av alla ESC-festivaler som arrangerats sedan 1956 är denna, tillsammans med den allra första upplagan, unik eftersom videoupptagningen till den inte finns kvar. Själva finalen hölls i DR Tivoli Koncerthall den 21 mars. Festivalen blev nog mest känd det här året för att en man (utklädd till scenarbetare) klev upp på scenen efter Schweiz bidrag och gjorde en mindre demonstration mot Spaniens och Portugals dåvarande diktatorer. De danska arrangörerna fick i efterhand kritik riktad mot sig för att inte ha tagit ett bombhot mot festivalen på allvar.
Varje land hade tio jurymedlemmar som hade totalt nio poäng att ge till de tre favoritbidragen. Varje land kunde därefter välja att ge poäng genom tre metoder: ge ett land samtliga nio poäng, ge två länder sex respektive tre poäng eller ge tre länder fem, tre och en poäng. Övriga gavs noll poäng.
Efter juryomröstningarna stod det klart att Italien vunnit med 49 poäng, vilket blev Italiens första seger i Eurovisionen. Tvåa blev Storbritannien på 17 poäng (32 poäng efter Italien) och trea blev Monaco på 15 poäng. För tredje året i rad slutade fyra länder på delad sistaplats (trettonde plats) med noll poäng. Dessa var Jugoslavien, Portugal, Schweiz och Västtyskland.